# Luis García Plaza
Luis García Plaza, né le 1er décembre 1972 à Madrid, est un footballeur espagnol reconverti en entraîneur.

## Biographie

### Carrière de joueur
Entre 1991 et 1994, Luis García Plaza joue comme défenseur central avec l'équipe réserve de l'Atlético de Madrid en Segunda división B. En 1996, il est recruté par Benidorm CF, club où il prend, à l'âge de 27 ans, sa retraite sportive en 2000 à la suite d'une grave blessure au ménisque. 

### Carrière d'entraîneur
Après sa retraite comme joueur, Luis García Plaza part vivre à Altea (province d'Alicante). Il commence une carrière fulgurante d'entraîneur passant en moins de 10 ans de la D5 à la D1.
Il débute avec l'UD Altea en 2001. Il entraîne ensuite Villajoyosa CF, Villarreal B, Elche CF et Benidorm CF.

#### Levante UD
En 2008, Luis García Plaza est recruté par Levante UD qui milite alors en Deuxième division. L'équipe termine à la 8e place du championnat. Lors de la saison 2009-2010, les dirigeants de Levante prolongent le contrat de Luis García. L'équipe est composée de vétérans et de jeunes joueurs et n'a pour objectif que le maintien en D2. Lors de la première partie de la saison, Levante se situe dans la zone tranquille du classement. C'est lors du deuxième tour que l'équipe prend son envol et termine à la troisième place du classement, synonyme de promotion en D1, de façon totalement inespérée. Cette performance permet à Luis García de remporter le Trophée Miguel Muñoz de meilleur entraîneur de D2.
Lors de la saison 2010-2011, Levante parvient à se maintenir en D1 sans trop de difficulté.

#### Getafe CF
En 2011, Luis García Plaza est recruté par Getafe CF. À la suite des mauvais résultats du club, il est démis se ses fonctions le 10 mars 2014. Il est remplacé par Cosmin Contra.

#### Baniyas SC
À partir de 2014, il entraîne Baniyas SC aux Émirats Arabes Unis.

#### Beijing Renhe
En juin 2017, il est recruté par le club chinois du Beijing Renhe (D2).

#### Villarreal CF
Le 10 décembre 2018, il devient entraîneur du Villarreal CF succédant à Javier Calleja. Alors qu'il était 19e du Championnat espagnol, le club officialise son limogeage dès le 29 janvier 2019, trois jours après une nouvelle défaite sur le terrain du Valence CF (0-3). Javier Calleja reprend les rênes de l'équipe.

## Palmarès

### Distinctions personnelles
- Prix Miguel Muñoz : 2010